# Allan Karlsson
Allan Karlsson (* 23. Januar 1911; † 6. April 1991) war ein schwedischer Skilangläufer.
Karlsson, der für den Vittjärvs IK startete, holte bei den Nordischen Skiweltmeisterschaften 1934 in Sollefteå die Bronzemedaille mit der Staffel. Im Jahr 1939 wurde er schwedischer Meister über 50 km.